# Saint-Étienne-Roilaye

Saint-Étienne-Roilaye este o comună în departamentul Oise, Franța. În 1 ianuarie 2022 avea o populație de 292 de locuitori.